# Gymnosporia emarginata
Gymnosporia emarginata là một loài thực vật có hoa trong họ Dây gối. Loài này được (Willd.) Thwaites mô tả khoa học đầu tiên năm 1864.